# Rue Bias
La rue Bias est une voie de la ville de Nantes (Loire-Atlantique), en France.

## Situation et accès
Située dans le centre-ville, la rue se trouve sur la partie ouest de l'ancienne île Gloriette, débute rue Gaston-Veil (au niveau de la place du Saint-Philibert) pour terminer, à l'ouest par la rue Professeur-Yves-Boquien et le passage Jean-Pierre-Kernéis, tandis que vers le sud un tronçon rejoint le quai de Tourville. C'est une artère presque entièrement pavée et réservée aux piétons (une allée est réservée à la circulation automobile pour la desserte de l'ancien garage Peugeot). Sur son côté sud-est elle est rejointe par la rue Luc-Augustin-Bacqua.

## Origine du nom
Édouard Pied ne peut donner aucune explication sur l'origine du nom, tout au plus une hypothèse concernant le philosophe de la Grèce antique Bias de Priène, souvent cité dans les listes des sept sages de la Grèce.

## Historique
Sur des plans détenus par les archives municipales de Nantes, le nom de la rue est orthographié « rue Biais ».
Sur un plan de Louis Amouroux en 1849, il était projeté la prolongation de cette artère jusqu'à la rue Deurbroucq, mais celle-ci ne fut jamais réalisée, son extrémité ouest débouchant désormais sur une impasse.
Au début du XXIe siècle, la rue est concernée par l'aménagement de la ZAC Hôtel-Dieu-Gloriette, autour du nouveau bâtiment de l'UFR Santé. Dans ce cadre, la voirie est totalement réaménagée pour les rues Bias, du Docteur-Boquien et Bacqua. Le long d'un nouveau tronçon de la rue Bias rejoignant vers le sud le quai de Tourvlle, deux lots ont été définis ; sur le lot le plus au sud a été bâti l'« immeuble Gão » (no 13) ; sur la partie nord un immeuble privé destiné au logement des étudiants (no 11).

## Bâtiments remarquables et lieux de mémoire

### Amphithéâtre Kernéis
En 1998, au no 1, à l'angle avec la rue Gaston-Veil, le grand amphithéâtre des facultés de médecine et de pharmacie (amphitéâtre Kernéis, initialement « amphithéâtre Berliet ») est achevé pour le compte de l'université de Nantes, d'après les plans des architectes Éric Gouesnard et Jean-François Salmon. S'opposant à la silhouette massive de béton du CHU auquel il fait face, le bâtiment présente des parois de verre transparent sur ses façades donnant sur les rues Gaston-Veil et Bias, laissant apparaître les éléments architecturaux internes (escaliers, poteaux, dalles de béton). L'immeuble a été baptisé en hommage à Jean-Pierre Kernéis (1918-1999), professeur agrégé d'anatomie pathologique, doyen de la faculté de médecine et de pharmacie, après avoir porté initialement le nom d'« amphithéâtre Berliet ».
L'amphithéâtre contient 1 000 places ; le bâtiment compte 2 500 m2 de surface hors-œuvre. La construction a coûté 19 millions de francs de l'époque. L'amphithéâtre est l'élément central du bâtiment, qui contient, au-dessus, des salles de classe, et, au rez-de-chaussée, un hall. Les coursives qui permettent la circulation entre ces éléments sont conçues comme des espaces de vie. L'habillement intérieur offre un contraste entre l'utilisation du « brut » (béton apparent, pas de plinthes, sol plastique basique) et des éléments travaillés (bois verni).
L'édifice présente une continuité architecturale avec le bâtiment de la présidence de l'université, situé rue Gaston-Veil, élément le plus concret de la « couture » revendiquée avec les bâtiments alentour, notamment l'Hôtel-Dieu.

### Central téléphonique
Au no 2 de la rue, un central téléphonique est construit en 1974 pour le compte de France Telecom, sur des plans de l'architecte Yves Ménard. Le projet, débuté en 1972, aboutit à la réalisation d'un immeuble d'une surface utile de 5 800 m2, et présentant cinq niveau. D'aspect cubique, il est de couleur noire : pour concilier la volonté de faire disparaître l'immeuble dans le paysage chargé d'histoire (il se situe à une centaine de mètres de l'île Feydeau) avec les nécessités technologiques (les machines auxquelles était destiné l'édifice devaient être installées dans une pièce à l'abri de la lumière du soleil), l'architecte a choisi le verre sombre pour recouvrir les façades. L'immeuble répond à des contraintes de hauteur double : le gabarit de la partie longeant la rue Gaston-Veil est supérieur à celui de la rue Bias, en raison de l'élévation du bâti existant au préalable. Les ouvertures se déclinent en cinq types, en fonction des destinations d'origine des pièces. Tous ces éléments hétéroclites sont unis par le verre sombre et les jointures des plaques de verre trempé (Emalit), et des saignées blanches. Ce bâtiment présente la particularité d'être un des premiers de la ville à être isolé de l'extérieur, la structure étant en béton.

### Ancien garage Peugeot
Entre 1951 et 1953, l'architecte André Guillou réalise la construction d'un garage pour Peugeot, aux façades de béton. Une publicité de la firme automobile le désigne comme le premier parking hélicoïdal à rampe continue d'Europe. L'entrée de cet immeuble, devenu le parking Deurbroucq géré par le CHU qui le réserve essentiellement pour le personnel de l'Hôtel-Dieu, se trouve au no 6 de la rue. Une autre entrée se trouve aux nos 5 et 5bis de l'allée de l'Île-Gloriette.

### UFR de pharmacie et médecine
En 2011 est achevé le bâtiment accueillant, au no 9 de la rue, l'unité de formation et de recherche des sciences pharmaceutiques et biologiques de l'université de Nantes et celle de médecine, ainsi que la bibliothèque de la faculté,. L'édifice, longé par le quai de Tourville au sud, et la rue Professeur-Yves-Boquien à l'ouest, est dû à l'architecte Jean-Pierre Lott ; les travaux ont débuté en 2006.
Un second bâtiment de 4 900 m2 sera construit sur l'espace laissé libre entre l'ancien garage Peugeot et l'immeuble précédemment cité. Il accueillera, à partir de 2020, les 840 étudiants de première année du cycle des études de santé (Paces) et de l'UFR de pharmacie.

## Voies latérales

### Passage Jean-Pierre-Kernéis
Le conseil municipal approuve, le 1er juillet 2013, l'attribution à cette voie reliant la rue Bias à l'allée de l'Île-Gloriette, à proximité de l'hôtel Deurbroucq, en l'honneur du doyen de la faculté de médecine et de pharmacie Jean-Pierre Kernéis (1918-1999), premier président de l'Université de Nantes,.

## Coordonnées des lieux mentionnés
1. ↑  Amphithéâtre Kernéis : 47° 12′ 36″ N, 1° 33′ 22″ O
2. ↑  Central téléphonique : 47° 12′ 38″ N, 1° 33′ 23″ O
3. ↑  Ancien garage Peugeot : 47° 12′ 38″ N, 1° 33′ 26″ O
4. ↑  Bâtiment UFR 1 : 47° 12′ 35″ N, 1° 33′ 27″ O
5. ↑  Bâtiment UFR 2 : 47° 12′ 37″ N, 1° 33′ 29″ O
6. ↑  Passage Jean-Pierre-Kernéis : 47° 12′ 38″ N, 1° 33′ 27″ O